# Neue Bildpost
Die Neue Bildpost, früher auch Bildpost, ist eine christliche katholische Wochenzeitung. Herausgeber ist die Augsburger Mediengruppe Sankt Ulrich Verlag. Sie erscheint gemeinsam mit der Katholischen Sonntagszeitung für Deutschland bundesweit als Printmedium und als E-Paper.
Die Wochenzeitung berichtet über aktuelles Geschehen in Politik, Kirche, Wirtschaft und Gesellschaft.
Das Hilfswerk der „Bildpost“ hat seinen Sitz (ebenda wie früher die Zentralredaktion) in Lippstadt.

## Geschichte
Der Publizist Gerhard Giese gründete mit Wilhelm Adelmann im Jahr 1951 im Sauerländischen Bödefeld die katholische Wochenzeitung im Boulevardstil. Die Wochenzeitschrift hatte bis zum Jahr 1965 eine Auflage von 386.000 bis 420.000 Exemplaren. Damals wurden 160.000 Exemplare der Zeitschrift in oder vor Kirchen verkauft was kontrovers diskutiert wurde.
Der katholische Priester und Publizist Winfried Pietrek, bekannt als „Bildpost-Pfarrer“, war lange Zeit für die Wochenzeitschrift tätig.
Ende 1978 hatte die Neue Bildpost eine Auflage von 227.000 Exemplaren. Im Jahr 1991 verkauften die Gründer die Zeitung. Die Verlagsgruppe Liborius erwarb im Jahr 1997 die Wochenzeitung und verkaufte sie im Jahr 2008 an das Bistum Augsburg.
Die Auflage sank bis Ende 1992 auf 102.000 Exemplare. Im 4. Quartal 2002 wurden noch 32.800 Exemplare verkauft.